# Río Jara-Murín
El río Jara-Murín (en ruso: Хара-Мурин) es un río de Rusia que discurre por la república de Buriatia. Es un afluente del lago Baikal, por lo que es un subafluente del Yeniséi por el Angará.

## Geografía
El río nace como emisario del lago Pátovoie (Патовое озеро), en la vertiente norte de los montes Jamar-Dabán (Хамар-Дабан) que bordean el sur del lago Baikal. Torrente de montaña, fluye globalmente en dirección nordeste, paralelamente y al oeste del curso del Snézhnaya. Tras un recorrido de 105 km, desemboca en el lago Baikal a la altura de la localidad de Múrino (orilla sur). 
En su recorrido, el Jara-Murin no atraviesa centros urbanos de relieve, solamente cabe destacar la pequeña localidad de Múrino.
Por regla general, el río permanece helado desde el mes de noviembre hasta principios del mes de mayo.

## Hidrometría - Caudal en Múrino
El Jara-Murín es un río de montaña torrentoso y abundante.
Su caudal ha sido observado durante un periodo de 58 años (1940-1997, en Múrino, pequeña localidad situada a orillas del lago Baikal, y cuya estación hidrométrica se encuentra cuatro kilómetros remontando la corriente del río desde la desembocadura.
El caudal medio interanual del río en Múrino es de 24.5 m³/s para una superficie tenida en cuenta de 1.130 km², la casi totalidad de la cuenca hidrográfica del río. La lámina de agua vertida en esta cuenca alcanza los 685 mm anuales, que debe ser considerada como muy elevada, también en el contexto de la cuenca del río Angará.
Río alimentado esencialmente por las lluvias de verano-otoño, el Jara-Murín es un río de régimen pluvial.
El Jara-Murín presenta las fluctuaciones estacionales clásicas de los ríos del sur de la cuenca del lago Baikal, nacidos en la vertiente norte de las montañas que bordean el lago. Las crecidas se desarrollan en verano, de mayo a agosto inclusive, y resultan de las precipitaciones de la estación. A partir del mes de septiembre, el caudal disminuye rápidamente hasta el final del otoño. En noviembre, con la llegada del invierno siberiano, sus nieves y sus heladas, el río presenta entonces su estiaje de invierno, que tiene lugar de noviembre a principios de abril.
El caudal medio mensual observado en marzo (mínimo anual de estiaje) fue de 2.79 m³/s, lo que representa más o menos el 5 % del caudal del mes de julio (59,8 m³/s). La amplitud de variaciones estacionales puede ser calificada como relativamente moderada, por lo menos en el contexto de los ríos siberianos.
En el periodo de observación de 58 años, el caudal mensual mínimo ha sido de 0,60 m³/s en marzo de 1953, mientras que el caudal mensual máximo se elevó a 178 m³/s en julio de 1942.
En cuanto al periodo libre de hielos (de mayo a septiembre), el caudal mensual mínimo observado alcanzaba los 17,2 m³/s en septiembre de 1953.
Caudal medio mensual del Jara-Murín (en m³/s) medidos en la estación hidrométrica de Múrino
Datos calculados en 58 años